# 꿈의지도
《꿈의지도》는 MBC 표준FM과 MBC FM4U에서 매일 3회 방송되는 MBC 라디오의 공익광고 캠페인이다. 배경음악은 Berry Manilow의 Can’t smile without you이다.

## 채널별 방송시간
| 방송 채널  | 방송 시간                                      |
| ---------- | ---------------------------------------------- |
| MBC 표준FM | 평일 오전 8:56, 매일 오후 4:03, 매일 오후 6:03 |
| MBC FM4U   | 매일 오전 7:56, 매일 낮 12:56, 매일 오후 6:56  |

## 멘트
꿈꾸는 당신이 아름답습니다.— 오프닝 멘트

## 역대 스폰서
- 2000~200?: 건일제약
- 200? ~ 200?: 좋은사람들
- 200? ~ 2010년: 서산장학재단 보관됨 2022-11-16 - 웨이백 머신, 경남기업
- 2010년 ~ 2013년: 알바천국
- 2013년 ~ 2014년: MBC라디오
- 2014년: 삼성그룹
- 2014년~ 현재: SK브로드밴드